# Bölcsőszájúhal-félék

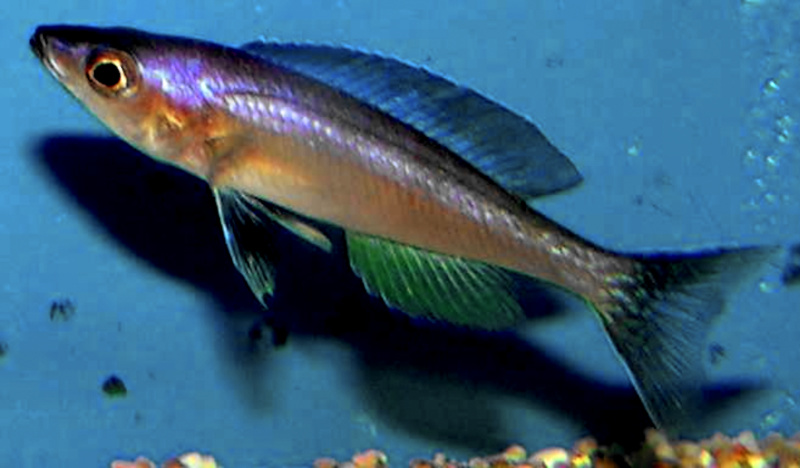
Cyprichormis leptosoma

A gerinces állatok sorában, a földtörténeti középkor triász időszakában jelennek meg az első csontos halak (Teleostei). A halak törzsfejlődésében ezzel újabb korszak kezdődik és a kréta időszak végére (kb. 200 millió éve) már kifejlődik a ma ismert halfajok nagy része. A bölcsőszájúhal-félék (Cichlidae) család a valódi csontoshalak (Teleostei) harmadik legnagyobb fajlétszámú családja. Becslések szerint e halcsaládban már több mint 2200 fajt írtak le.

## Elnevezésük
A kichle ógörög szó, egy halfaj neve az ókorban. Latinosított toldalékos alakjainak (cichle, cichla) jelentése: nőies. Az ókori görögök egy édesvízi halfajt neveztek így: az utódairól gondoskodó szivárványos öklét (Rhodeus sericeus). A latin alakból ered az "ökle" magyar név is.

## Elterjedési területük
A Cichlidae család nagyon sikeres és változatos. A ma ismert legrégebbi fosszíliái Afrikából ismertek – Heterochromis Lundberg, 1993 –, koruk kb. 130 millió év. Nem sokkal fiatalabbak a dél-amerikai Retroculus, Teleocichla, Cichlasoma és a madagaszkári Paretroplus kövületek. Ma a trópusi és szubtrópusi területeken élnek. Éppúgy előfordulnak édesvízben, mint brakkvízben – például egyes Oreochromis, Sarotherodon, Tilapia, Apistogramma fajok. A legtöbb bölcsőszájúfaj kelet-afrikai és dél-amerikai, de élnek Nyugat- és Észak-Afrikában is – például Pelvicachromis taeniatus (Kamerun), Copadichromis insularis (Algéria) –, Indiában (Etroplus canarensis) és Srí Lankán (Etroplus maculatus), Iránban (Iranocichla hormuzensis), Szíriában (Sarotherodon galilaeus galilaeus), Izraelben (Tristramella sacra) és Jordániában (Astatotilapia flaviijosephi). Megtalálhatóak Közép-Amerikában: Belizében (Chuco godmanni), El Salvadorban (Amatitlania nigrofasciatus), Guatemalában (Thorichthys meeki), Kubában (Nandopsis ramsdeni) és Haitin (Nandopsis haitiensis). A mediterrán öv bölcsőszájúfajai például a mexikói (Herichthys deppii) és az észak-amerikai Herichthys cyanoguttatus. Madagaszkáron élnek a család „élő kövületei” (Oxylapia polli). Az itt élő összes faj már veszélyeztetett (EN) státuszú. A család evolúciós fejlődése rendkívül gyors. Erre jó példa a kelet-afrikai Viktória-tó, ami teljesen kiszáradt úgy 12-15 ezer évvel ezelőtt. Az itt talált kövületek kora alig több mint tízezer év. A kelet-afrikai tavak (Edward-tó, Malawi-tó, Viktória-tó, Kivu-tó és a Tanganyika-tó) mára már tele vannak új endemikus fajokkal. A Kenya és Tanzánia határán fekvő, sós vizű nátrontavak (Nátron-tó, Magadi-tó) halfaunája is egyedülálló: Alcolapia alcalicus, Alcolapia grahami, Alcolapia ndalalani.

## Külső tulajdonságok
Egyedülálló orrcimpa, ebből a fej mindkét oldalán kettő-kettő van. Osztott kettős oldalvonal, az első vonal a fejtől kezdődve az ivarnyílásig tart a test felső részén, a második vonal az ivarnyílástól kezdődik és egészen a faroktő végéig tart a test alsó részén. (Két kivétel, a Teleogrammák és a Gobiocichlák, melyeken csak egy folyamatos oldalvonal van). A farokalatti úszó tövénél tüskék vannak, rendszerint három, az ázsiai Etroplusoknál 12 ilyen uszonytüske található. A hátúszó és a farokalatti úszók végei a legtöbb fajnál a hímeken csúcsban végződik, míg ez a nőstényeknél lekerekített (ivari kétalakúság). Fejük a testükhöz viszonyítva nem nagy, a szájuk szintén csúcsba nyíló. Hátúszójuk nem osztott, folyamatosan halad végig a hát közepén. A faroknyelük rövid, a farokúszó nem, vagy csak kis mértékben bemetszett. Antipredatorok, azaz nem ragadozó halak, kevés kivételtől eltekintve. Ilyen kivétel, például a dél-amerikai Crenicichlák, amelyek csak ragadozó életmódot folytatnak!

## Belső tulajdonságok
A törzsfejlődés folyamán csak a Labroidei alrendhez tartozó fajoknál jelent meg egy különleges új belső „alkatrész”, amelyet tudományosan pharyngeal állkapocsnak neveznek. Ha belenézünk egy bármilyen cichlid szájába, úgy szinte nyomát sem látjuk fogaknak. Azonban ez a lágy felszín, egy kifejezetten ijesztő belső tulajdonságot takar. Az ábrákon egy cichlid koponyája látható, a második fogsoruk a torokban található, amit garatfognak neveznek.
Egy összetett izomnak köszönhetően, ezek a picike fogak többnyire csak táplálkozáskor bújnak elő, vagy ikra és ivadékok védelmekor. Az átlag fogméret 0,5 mm. A fogak alakjának számos változata van. Az ősi fog formája kúpos, ún. cápafog.
De vannak köztük kampós algareszelőfogak – 2 ábra, vagy fésűs planktonszűrőfogak – 3 ábra, és vastag tompa őrlőfogak 4 ábra.
Az emésztőrendszerük összetett. Ez két gyomorból áll, a bélcsatornájuk egy vékony- és egy vastagbélre tagolódik, amelyben lúgos közeg uralkodik. A második gyomor egy picike, zsákszerű kinövés a főgyomor bal oldalán (Zihler, 1982). 
Ezt vak gyomornak is nevezik, mert nem vezet sehová. Azonban ez a picike erszény alkalomadtán kiterjeszthető. Ez körülbelül ahhoz hasonló, mint a pelikánok csőrén lévő nagy bőrerszény, amelyben a halakat „spájzolja”, gondolván az ínségesebb időkre. Ez a nem mindennapi gyűjtögető életmód a természetben ragyogóan működik, de az akváriumban már kevésbé. Nem egy cichlid életébe került már ennek a különleges tulajdonságnak nem ismerete.

## Táplálkozási módok
Felhasználnak gyakorlatilag szinte minden élelemforrást, ami csak létezhet az édesvízben. Megtalálhatjuk köztük a ragadozó életmódot folytatókat, növényevőket, planktonevőket, az ikraevőket (Cyrtocara). A legtöbb cichlid viszont rovarokkal és egyéb gerinctelenekkel táplálkozik.

## Kommunikálás
Mindegyik faj tud valamilyen módon „beszélgetni” egymással. Elsődlegesen a látással, például színváltozások, testmozgások, rezgések. Mindegyik halfaj látja a színeket. A színek változása fontos az egyéni azonosításban, ez közölhet agressziót, dominanciát, vagy éppenséggel nemi állagot. Hangokat is tudnak kiadni magukból, ez inkább röfögésre, ökölcsapásra, vagy dorombolásra hasonlít. Már elkészült a Cichlasoma centrarchus teljes hangkatalógusa, melyben 16-féle hang van megörökítve. Az Afrikában élő Tramitichromis  intermedia a különleges garatállkapcsának köszönhetően ciripeléshez hasonló hangokat ad ki az 517 Hz körüli hangtartományban (Lobel, 2001).
A vegyi érintkezésük egyenesen bámulatos (feromonok). Már a picike ivadékok egyértelműen felismerik szüleiket, és fordítva. Példaként a Cryptoheros nigrofasciatum és Amphilophus citrinellum fajokat szokták felhozni, amelyek az akváriumi kísérletek alatt egyértelműen kiszedegették a saját ivadékaikat egy vegyes társaságból. 
Az Amphilophus citrinellum távolról, feromonos hívással gyűjti ismét össze az ivadékokat. Ez szinte az összes cichlidre igaz. Az ázsiai Etroplus fajok a vegyi érintkezésnek köszönhetően azt is közlik a kicsikkel, hogy melyik élelem ehető és melyik nem. Végül pár szó a nemi érintkezésről. Ebben három érzékelés vesz részt egyszerre, úgymint látás, vegyi hívás és tapintás. A Simochronis és Tropheus hímek a párzást megelőzően megérintik, megbökdösik a nőstény ivarnyílását. Ugyan ez figyelhető meg a dél-amerikai Mikrogeophagus ramirezi hímeknél is.

## Szaporodásbiológia

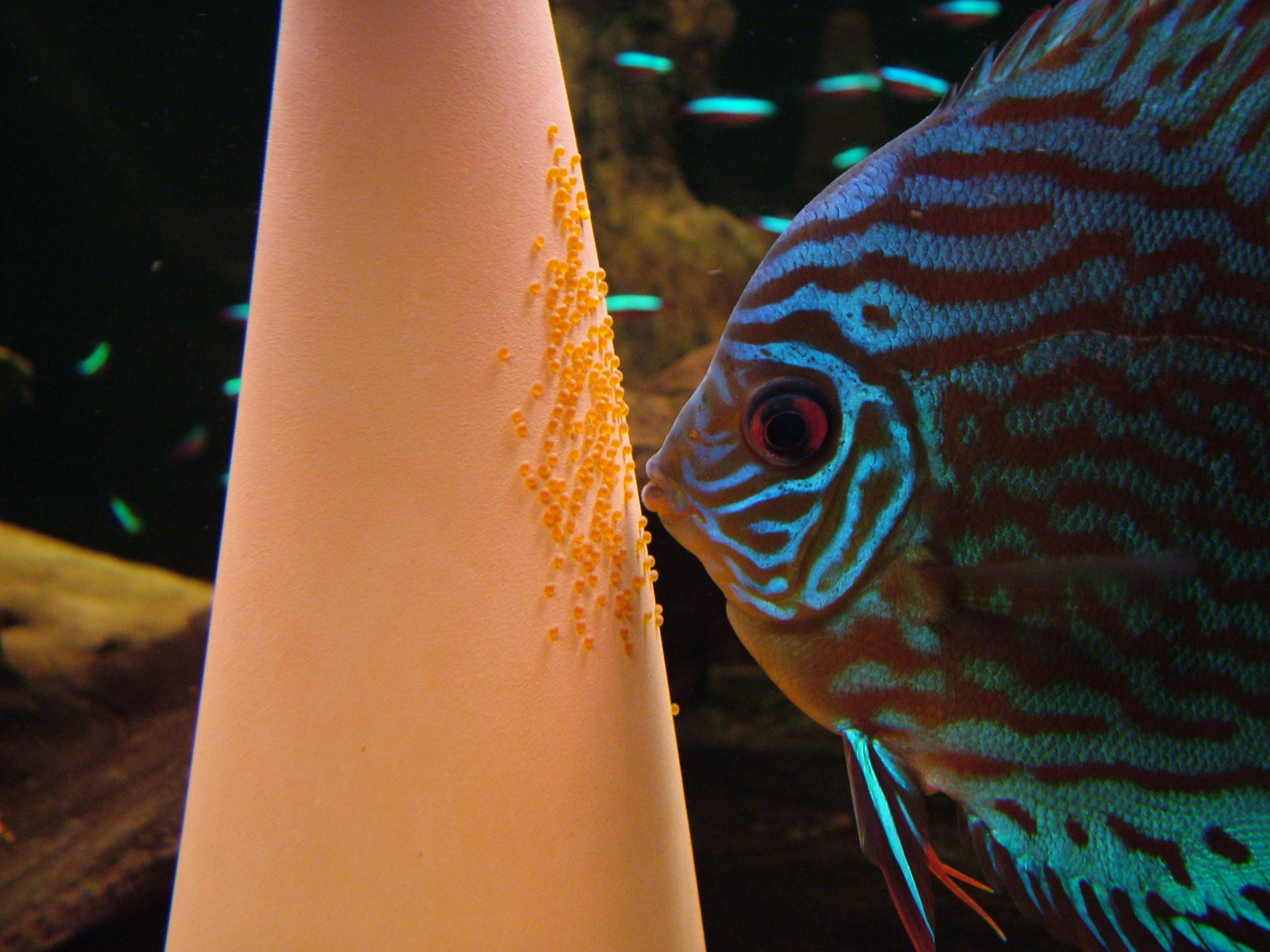
Simphysodon discus „Blue”

Mint egy nagy család. Az ivari kétalakúság a legtöbb faj kifejlett egyedeiben szembetűnő. A színesebb hímek kevés kivételtől eltekintve 
(Symphysodon), szinte az összes fajnál mind háremtartók, több 
nősténnyel is leívnak.
1) megkülönböztetünk szabadon ívókat (Cyprichromis – hering cichlid) ők az ún. pelagofil fajok, melyek ikrái és a lárvái a vízben szabadon lebegve fejlődnek (1. guild).
2) a cichlid fajok többsége aljzatválasztó: ikráikat vízinövényekre, víz alatti tárgyak tetejére, a talajba vájt kis gödrökben, esetleg kis ’barlangokba, vagy víz alatti bármilyen tárgy aljára ragasztanak (rejtve ikrázók). 
A különbségek az ivadékok elúszása után már egyértelműek: Itt 
megkülönböztetünk kétféle, ún. külső ivadékgondozókat: az anyai és a 
szülőpáros ivadékgondozást. A legtöbb cichlid anyai gondozású családokat alkot, innen ered a családnév választása is: nőies halcsalád. Azonban itt is van kivétel például az afrikai Sarotherodon melanotheron, amely apai családot alkot. Az aljzatválasztó cichlid fajok az ivadékaikat vezetgetik és nevelik, míg azok önállók nem lesznek. Őket úgy hívja a szakzsargon: -szállító ivadékhordozók (25. guild).
3) a szülőpáros ivadékgondozásnak talán legjobb példája a diszkoszhalak (Symphysodon) kis csoportja. Ezek, az ún. járulékos ivadékhordozók (26 guild), melyek hámváladékkal etetik az első napokban az ivadékaikat.
4) a szájban költők nagy csoportját nevezik a bölcsőszájú halaknak, ez a 27. guild, mint szaporodási forma. Ezek a fajok az ikrákat is a szájban költik ki, viszont ennek az érdekes szaporodási formának van egy nemrég felfedezett másik formája is, – a késleltetett szájköltés. Ezek a fajok nem az ikrákat, hanem a már kikelt lárvákat veszik csak a szájukba például a dél-amerikai Apistogramma barlowi.

## A fajok jövője

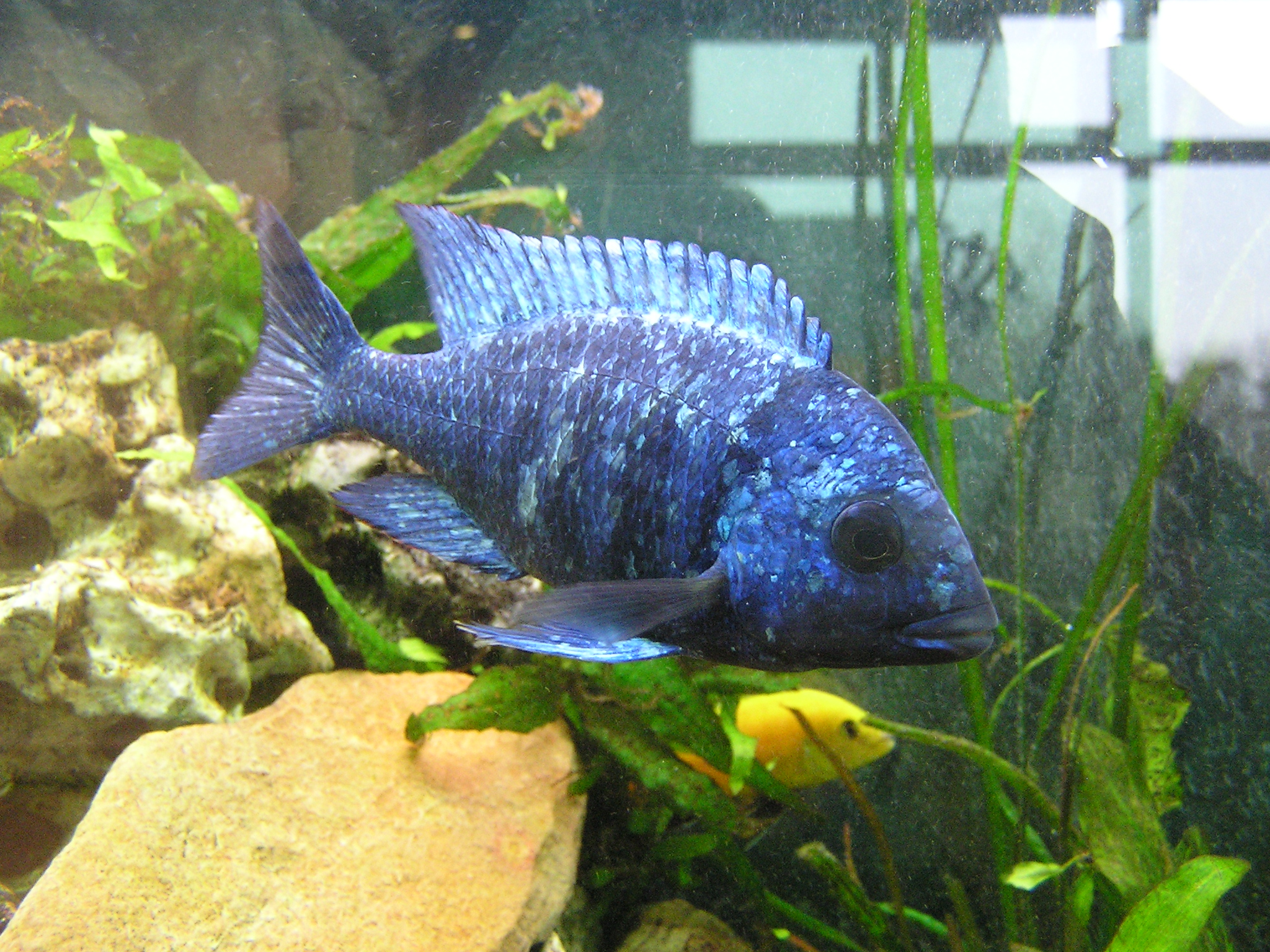
Haplochromis phenochilus

Mivel sok bölcsőszájúfaj él egy kicsiny területen (endemikus fajok) nagy a kihalás veszélye is. Sok faj még azelőtt kihal, mintsem felfedezték volna. A Viktória-tó ökológiai katasztrófája példa nélküli. Meggondolatlanul a tóba telepítettek egy nagy testű nílusi Tilapia fajt, a Lates niloticus-t, halászati megfontolásból. Ez a faj, a Tilapiák nílusi ágának egyik ragadozó életmódot folytató cichlid faja. A tóba kerülve mára szinte teljesen kiirtotta az összes ott élő kisebb endemikus fajokat. A Viktória-tó mai halállományát kb. 80 százalékban már ez a Tilapia-faj alkotja, a többi kis cichlid lehet, hogy örökre eltűnik, magával a tóval együtt. Óvatos becslések szerint is, a Cichlidae család mára 43 fajjal lett szegényebb – kihaltak. Öt fajuk már csak akváriumi körülmények között létezik – a természetből ugyancsak kihaltak. További 37 fajt az erősen veszélyeztetett, 11 fajt a veszélyeztetett, 34 fajt a sebezhető kategóriába soroltak(IUCN, Természetvédelmi Világszövetség).

## Rendszerezés
A családba az alábbi alcsaládok tartoznak:
- Astronotinae Fernandez-Yepez, 1951
- Boulengerochrominae Tawil, 2001
- Cichlasomatinae Kullander, 1998
- Cichlinae Bonaparte, 1840
- Etroplinae Harris-Van Couvering, 1982
- Geophaginae Haseman, 1911
- Heterochrominae Kullander, 1998
- Paratilapiinae Tawil, 2001
- Pseudocrenilabrinae Fowler, 1935
- Ptychochrominae Tawil, 2001
- Retroculinae Kullander, 1998
- Tilapiinae Hoedeman, 1947
- Tylochrominae Poll, 1986